# 日本福音ルーテル岡崎教会
日本福音ルーテル岡崎教会（にほんふくいんルーテルおかざききょうかい）は、愛知県岡崎市伝馬通4丁目54にある日本福音ルーテル教会の教会。
1953年（昭和28年）にヴォーリズ建築事務所の設計で教会堂が建てられた。2013年（平成25年）には教会堂が登録有形文化財に登録され、2018年（平成30年）には岡崎市景観重要建造物に指定された。毎週日曜に礼拝式を行っている。

## 歴史

### 教会堂の献堂

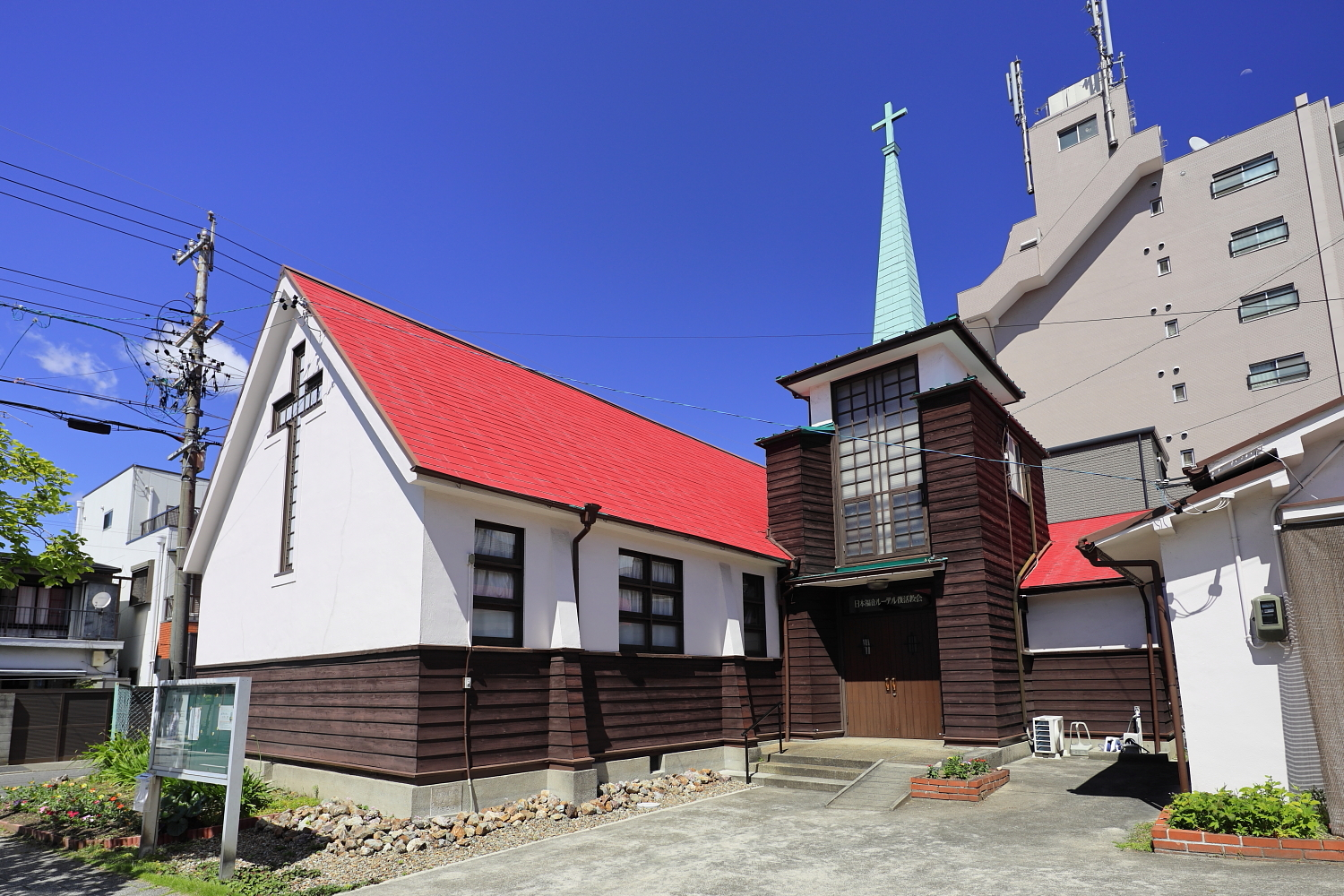
同年に同一設計者で建てられた日本福音ルーテル復活教会

1952年（昭和27年）、日本福音ルーテル教会が岡崎市における伝道を開始し、同時期に教会堂の建設も計画されると、1953年（昭和28年）10月4日に教会堂が献堂された。岡崎教会の初代牧師はジョン・M・ホーマステッド。
設計はヴォーリズ建築事務所であり、実際の設計者はヴォーリズ建築事務所の滝川健次である。施工は岡崎市の小原建設株式会社。同年には名古屋市東区の日本福音ルーテル復活教会もヴォーリズ建築事務所の設計で献堂されている。

### 近年の動向
2013年（平成25年）12月24日、岡崎教会の教会堂が登録有形文化財に登録された。なお、前年の2012年（平成25年）8月13日には名古屋市の復活教会も登録されている。その他に登録されている日本ルーテル教会の教会堂としては、小城教会（1998年登録）、市川教会（2008年登録）、久留米教会（2019年登録）、熊本教会（2019年登録）がある。
2014年（平成26年）以降には愛知登文会によって登録有形文化財の特別公開イベント「あいたて博」が開催されており、岡崎教会も特別公開に参加している。2021年（令和3年）に愛知登文会が発行した『あいちのたてもの いのりのば編』には岡崎教会も掲載された。
2018年（平成30年）9月1日には岡崎市景観重要建造物に指定された。2022年（令和4年）11月9日には宣教70周年を迎えたことで、10月23日には宣教70周年記念聖餐礼拝を行った。

## 建築
岡崎市役所から北西に徒歩約3分の場所にある。木造平屋建、切妻造妻入、桟瓦葺。伝馬通りの1本北の通に北面する。正面玄関には庇が設けられ、十字架を戴く尖塔が立てられている。
内部は身廊と両側の側廊を有する3廊式であり、身廊にはキングポストトラスが架けられている。バシリカの建築様式を採用しており、電灯を用いずに高窓から自然光を取り入れている。屋根は塩焼赤瓦で葺かれており、壁面は白色である。

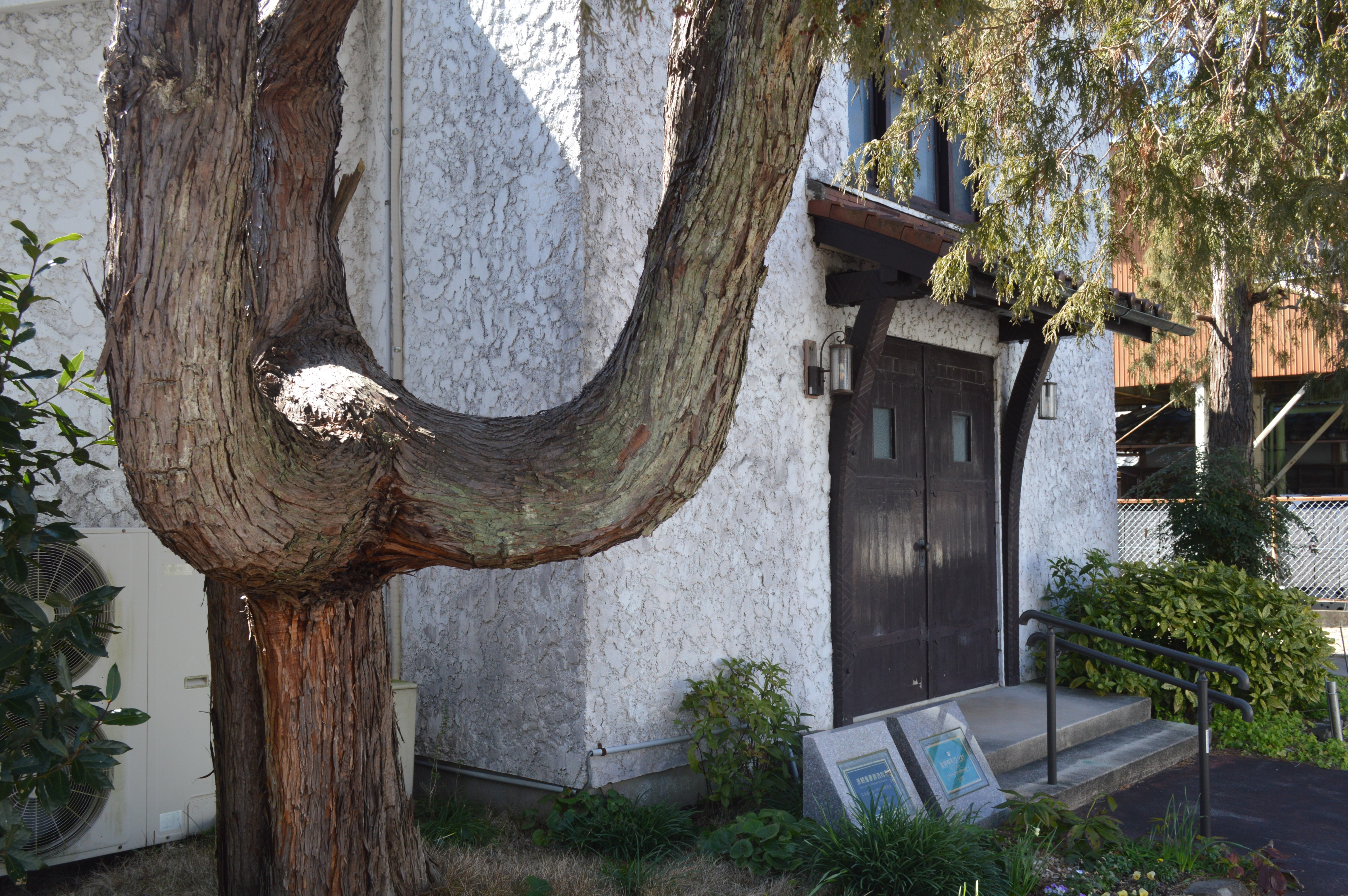
教会堂の入口
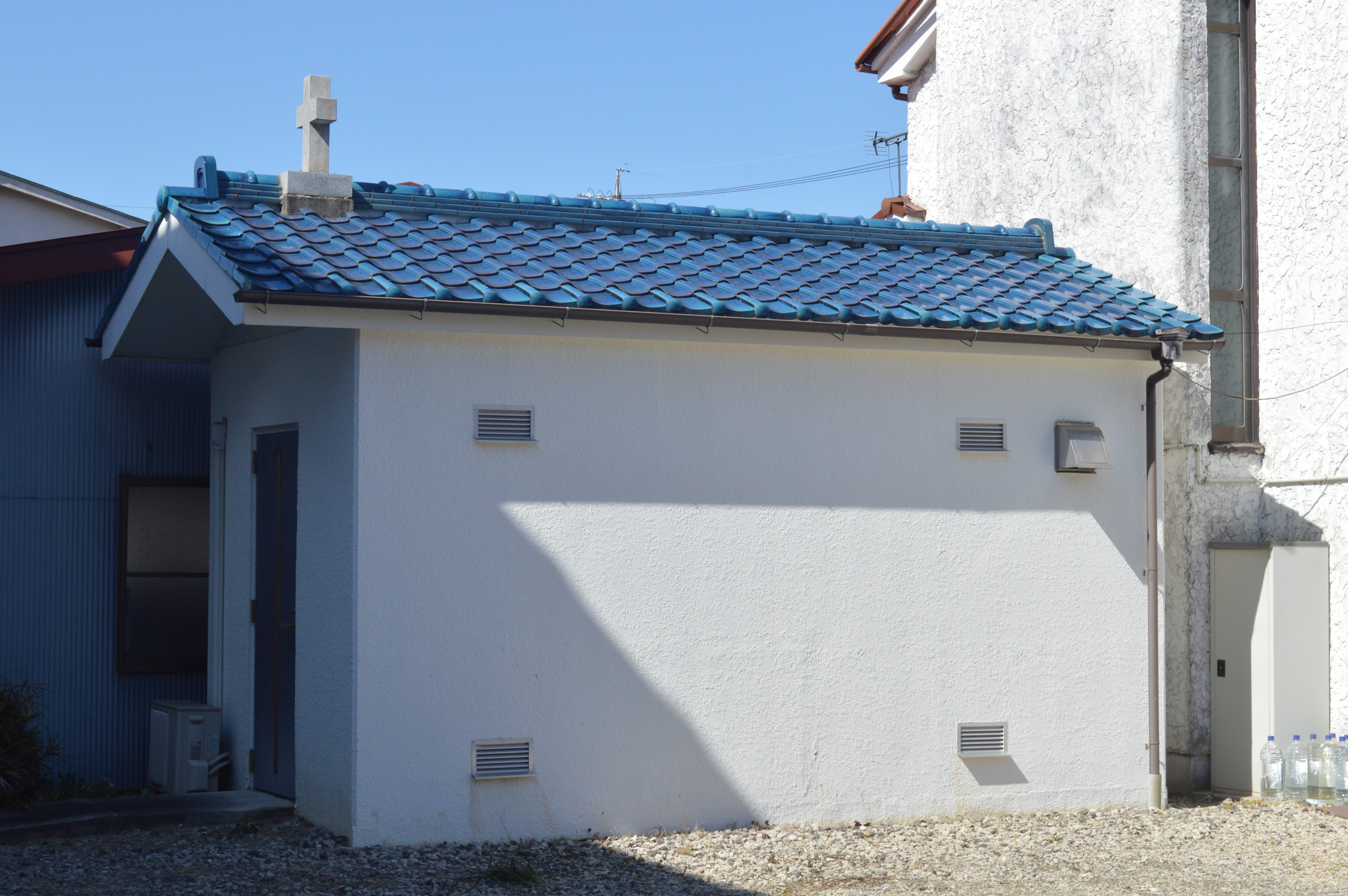
附属屋
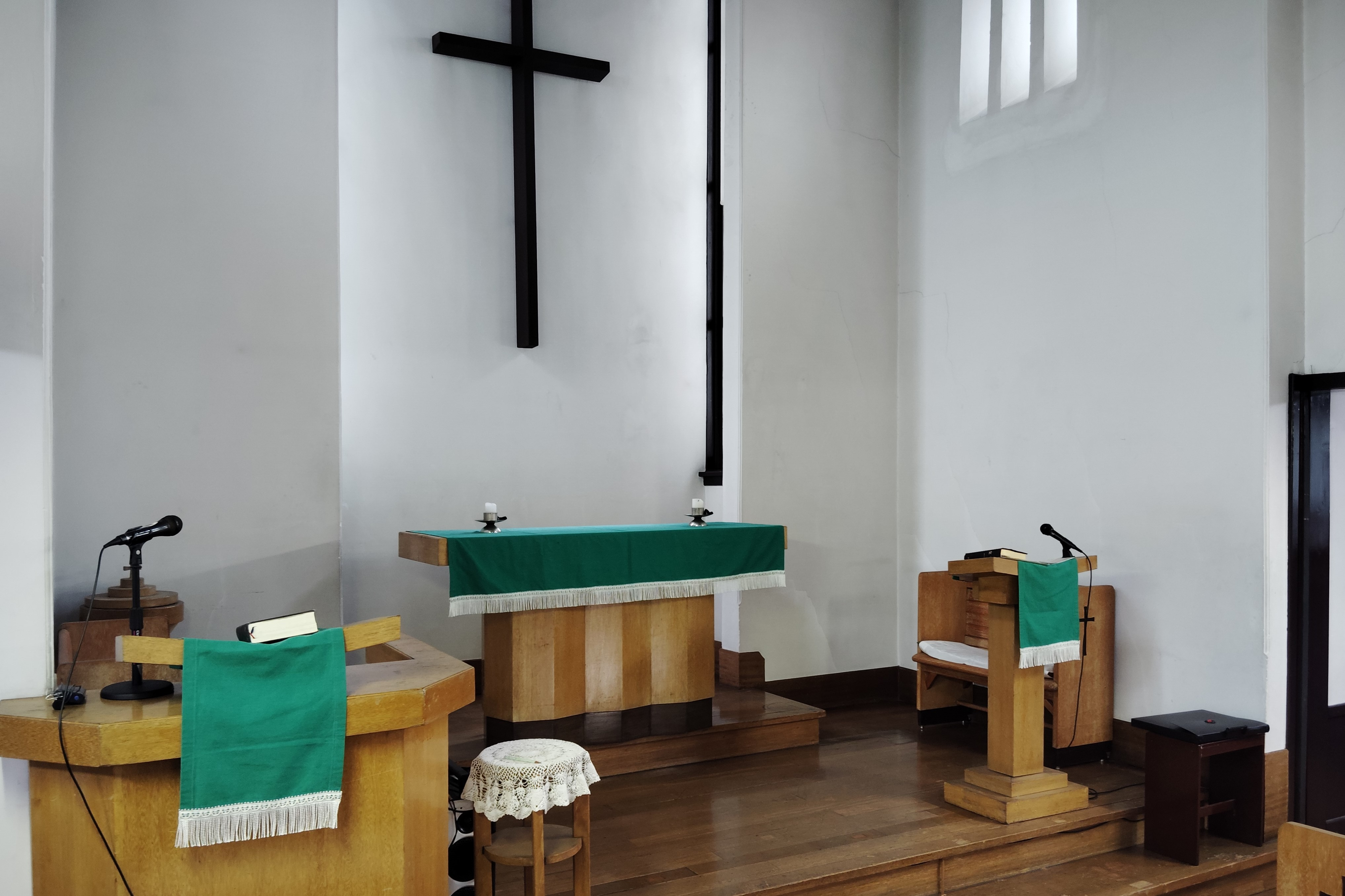
祭壇
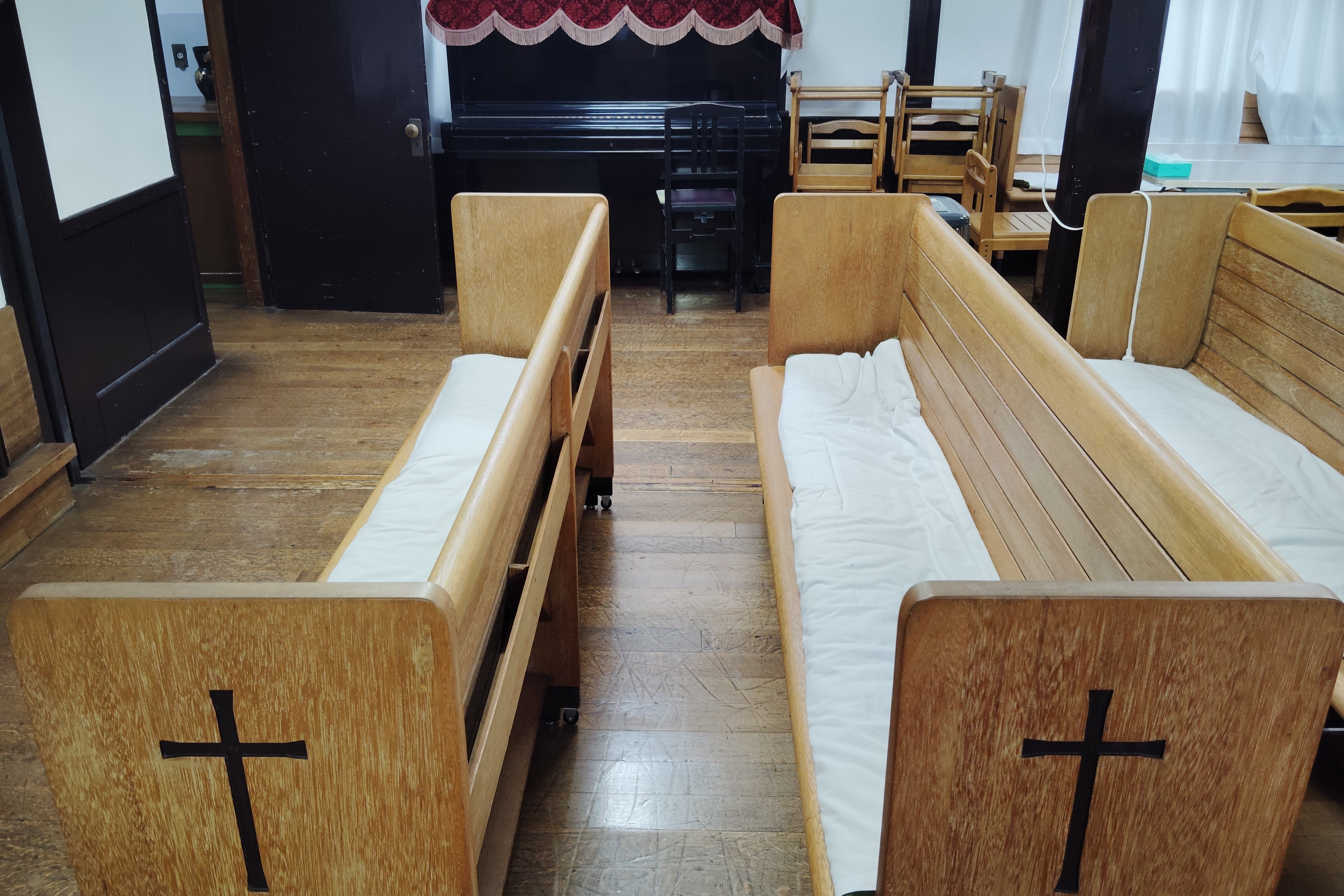
長椅子
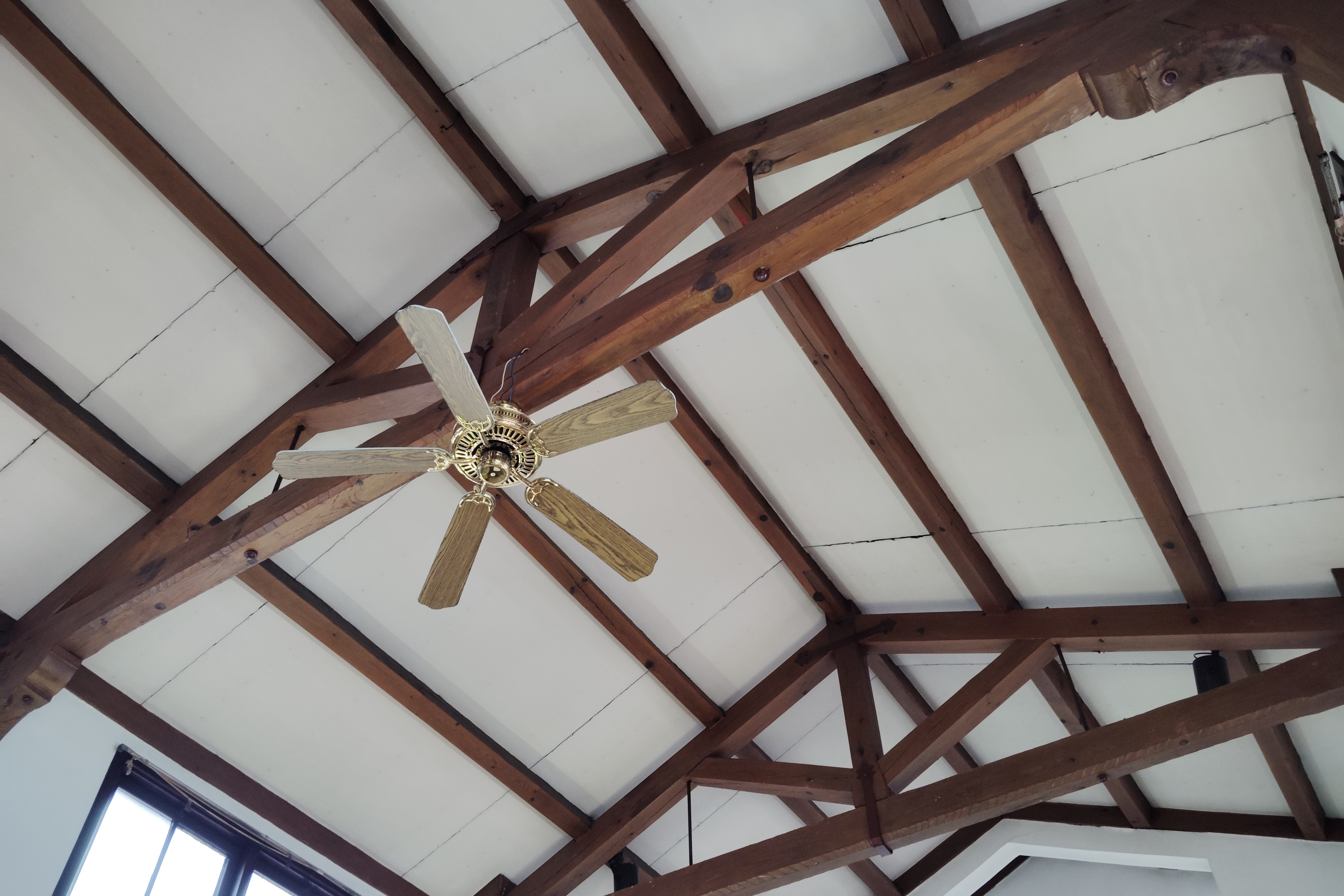
キングポストトラスの小屋組
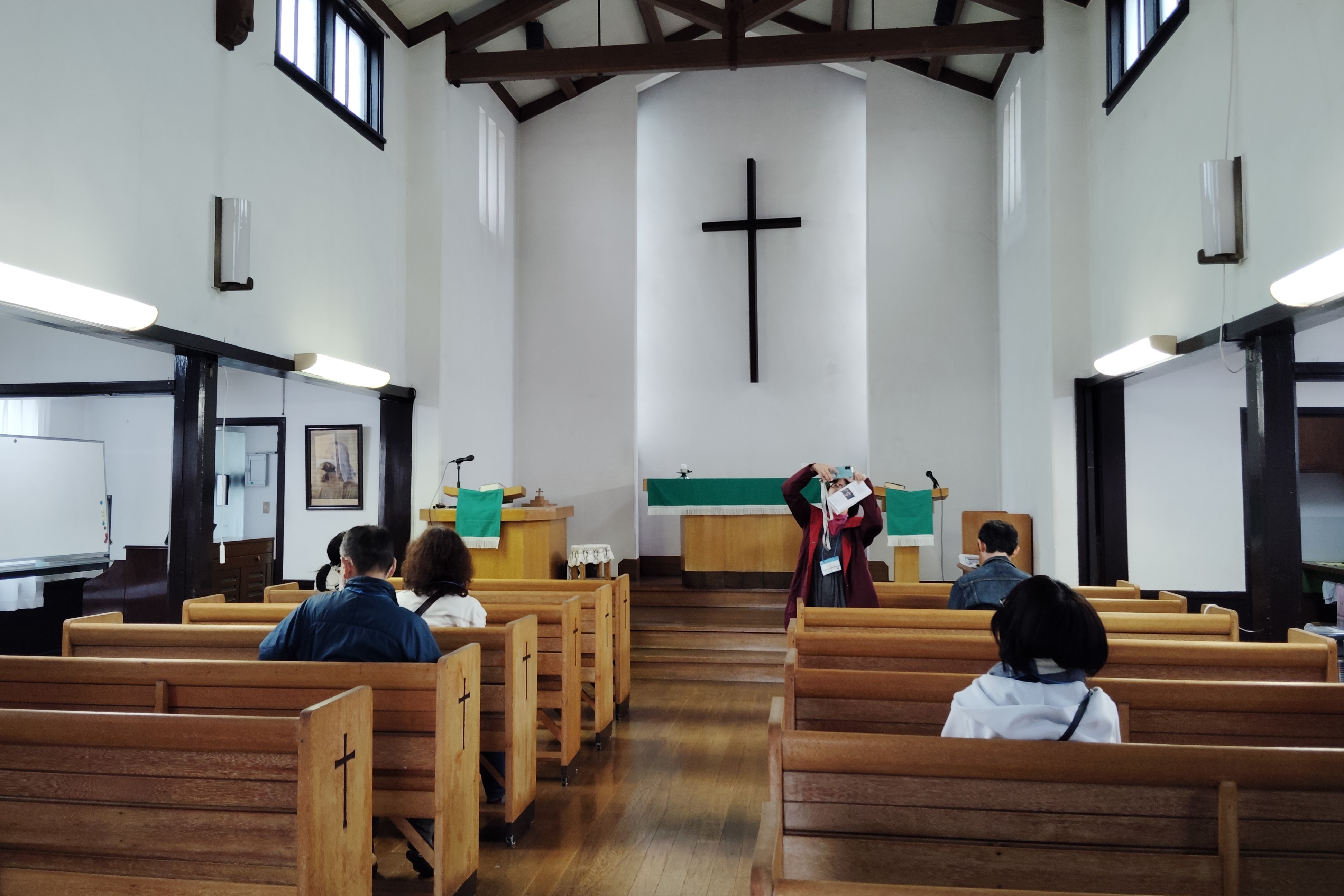
あいたて博における特別公開時

## 現地情報
所在地
- 444-0038 愛知県岡崎市伝馬通4丁目54

交通アクセス
- 名鉄名古屋本線東岡崎駅から徒歩